# Czepielowice
Czepielowice [pronunciación en polaco: /t͡ʂɛpjɛlɔˈvit͡sɛ/] (en alemán: Tschöplowitz) es una localidad situada en el municipio (gmina) de Lubsza, en el distrito de Brzeg, voivodato de Opole, Polonia. Según el censo de 2021, tiene una población de 696 habitantes.